# Miroslav Bobek

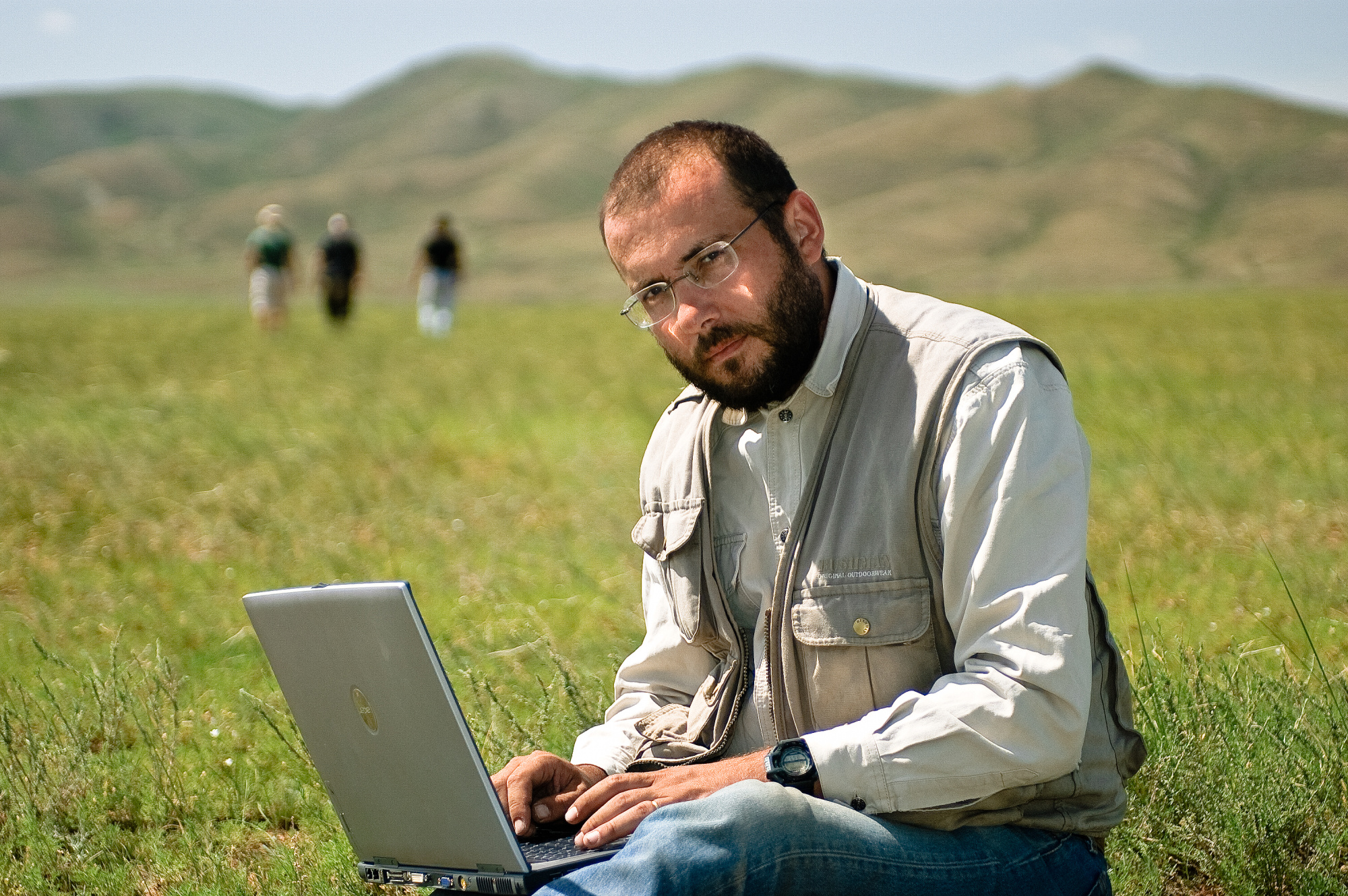
Miroslav Bobek

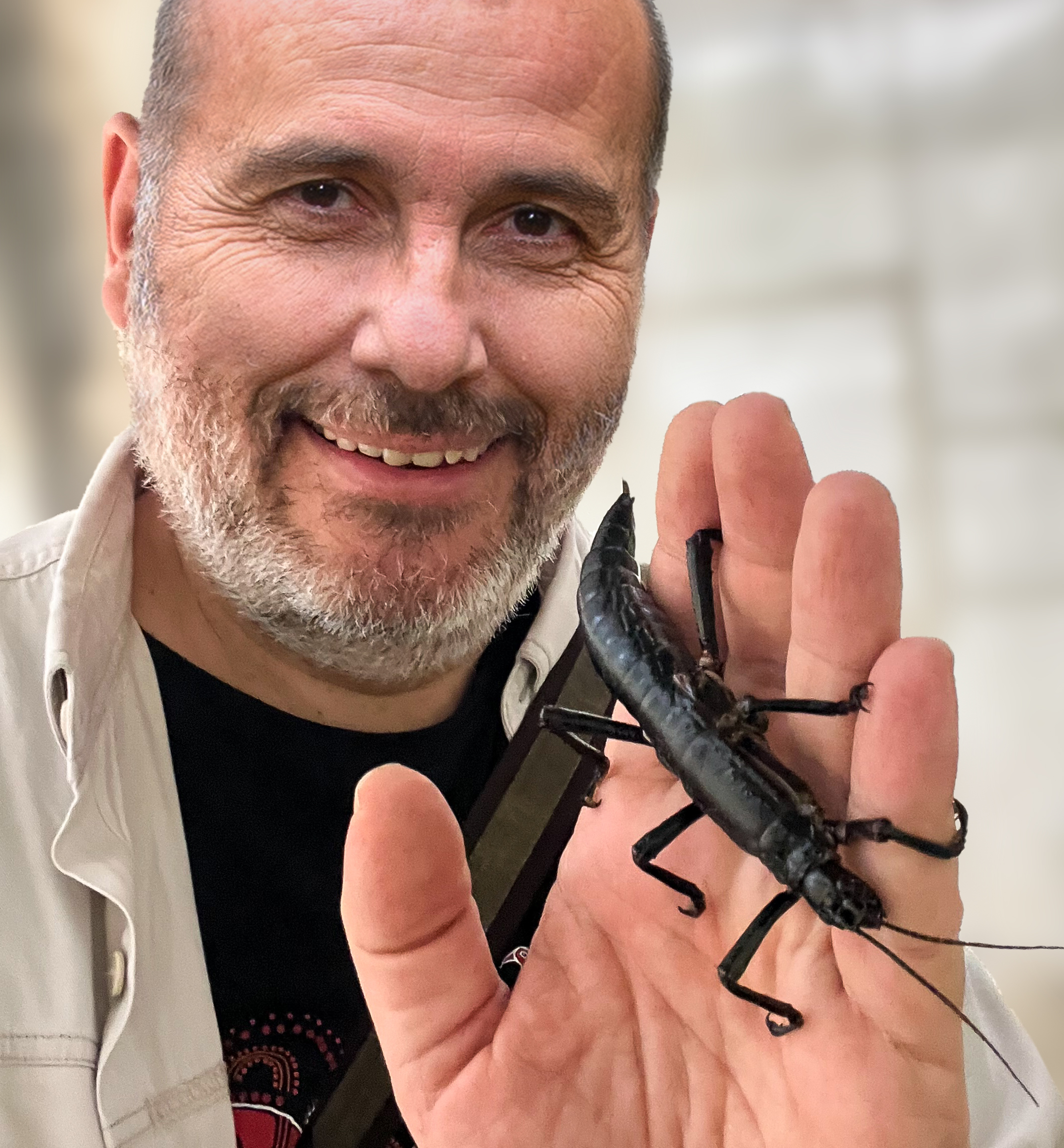
Miroslav Bobek a strašilka humří

Miroslav Bobek (* 10. února 1967 Mladá Boleslav) je český přírodovědec a manažer, od roku 2010 ředitel Zoo Praha a v letech 2014–2016 také prezident Unie českých a slovenských zoologických zahrad, od března 2024 člen Rady Českého rozhlasu. Dlouhou dobu v Českém rozhlasu zároveň pracoval, proslavil se především projektem Odhalení, v němž formou reality show sledoval život goril v Zoo Praha.

## Životopis
Miroslav Bobek vystudoval zoologii na Přírodovědecké fakultě Univerzity Karlovy v Praze. Od roku 1993 do 2009 působil v Českém rozhlase, kde pracoval zpočátku jako redaktor a zpravodaj. Věnoval se především popularizaci vědy. V roce 1997 byl vedoucím projektu Duhový most, zajišťujícího vysílání v době povodní na Moravě.
V letech 1998–2000 byl šéfredaktorem stanice Praha. V roce 2000 založil divizi Český rozhlas 8 (Online) a stal se jejím šéfredaktorem. V roce 2005 koncipoval vybudování populárně-naučné stanice Leonardo, jejíž byl do roku 2009 ředitelem. Na sklonku roku 2009 zvítězil v konkurzu na ředitele Zoo Praha a k 1. lednu 2010 tuto funkci převzal. V červnu 2014 byl zvolen prezidentem Unie českých a slovenských zoologických zahrad (UCSZOO). Tuto funkci vykonával do roku 2016.
Miroslav Bobek je ženatý; s manželkou Klárou mají syna Kryštofa a dceru Markétu.

## Činnost

### Projekty
V roce 1994 Miroslav Bobek inicioval a pak řadu let organizoval projekt Africká odysea, při kterém byla za pomoci satelitní a VHF telemetrie monitorována migrace čápů černých z České republiky do afrických zimovišť a zpět do Čech. Čápi byli při těchto sledováních vybaveni „batůžky“ s vysílačkami a byli sledování satelitní telemetrií. Vedl řadu expedic do Afriky, z nichž uskutečnil stovky živých vstupů. Vedoucí roli měl rovněž v projektu Nová odysea o migraci čápů v Asii, který byl zahájen v roce 2002 a volně navazoval na projekt Africká odysea.
Poté dva roky (2001–2002) organizoval on-line přenos líhnutí sokolů stěhovavých na Týnském chrámu v Praze a budovu Českého rozhlasu na Vinohradské třídě. Projekt měl název Sokoli v srdci velkoměsta.
Mezi další projekty, na kterých se podílel, patří Hlas pro tento den, který seznamoval na audioCD a internetu Českého rozhlasu s hlasy ptáků, nebo Via Pontica o sledování migrace dravců ve východním Turecku.
Odhalení
Miroslav Bobek se stal autorem a vedoucím projektu Odhalení s podtitulem „Trochu jiná reality show“ (2005–2008), který byl nejvýraznějším multimediálním projektem Českého rozhlasu. Projekt byl zahájen spuštěním online video přenosu z pavilonu goril v pražské zoo, pravidelným rozhlasovým a televizním pořadem na podzim 2005. Český rozhlas za něj obdržel „divokého Oscara“ na prestižní přehlídce Wildscreen v Bristolu a Pečeť Comenius EduMedia v Berlíně.[zdroj?] Jeho hlavním cílem bylo konfrontovat chování goril s chováním lidí a přinést relevantní informace o lidoopech a přispět k jejich ochraně. Projekt zčásti parodoval reality show vysílané v té době na komerčních televizích (např. Big Brother nebo VyVolení). Na tvorbě scénářů projektu Odhalení se mimo Miroslava Bobka také podílela Tereza Šefrnová a Radomír Šofr.
Na základě tohoto projektu napsali Tereza Šefrnová a Miroslav Bobek knihu pohádek pro děti Moja a páv (2006). Následně Bobek napsal druhý díl Moja, Tatu a tiplíci (2009), opět za autorské účasti Terezy Šefrnové. Knížky byly vydány i v angličtině a francouzštině pro africké děti. Pro Český rozhlas Leonardo je v češtině namluvila Tereza Šefrnová a poté Lucie Bílá.
O projektu Odhalení napsal spolu s Martinem Smrčkem stejnojmennou knihu.

### Ředitel Zoo Praha
Po odchodu Petra Fejka se Miroslav Bobek přihlásil na konkurz na místo ředitele pražské zoologické zahrady. Do závěrečného kola postoupil spolu s ekonomem Miroslavem Zámečníkem a bývalým vedoucím zpravodajství TV Nova Janem Vávrou. Komise pro výběr nového ředitele doporučila Miroslava Bobka a Rada hlavního města jej do této funkce jmenovala. Slavnostní inaugurace proběhla 22. prosince 2009 v zoo. Za svůj hlavní úkol tehdy považoval udržení úspěchu pražské zoo. V zahradě chtěl využívat moderní technologie včetně internetu a prezentovat zvířata více v kontextu s jejich přirozeným prostředím. Velkým konkrétním úkolem pro něj byla stavba nového pavilonu pro slony a hrochy.
Za jeho vedení se podařilo překonat rekordní roční návštěvnost, zvýšit míru ekonomické soběstačnosti, prohloubit chovatelské úspěchy a zvýšit úsilí v záchraně ohrožených druhů – Zoo Praha mj. začala organizovat ve spolupráci s Armádou ČR letecké transporty koní Převalského do Mongolska (projekt Návrat divokých koní od 2011) a aktivně se zapojila do ochrany goril nížinných v Africe (zejména projektem Toulavý autobus od 2013).
Během jeho dosavadního působení byly v Zoo Praha vybudovány zejména nový areál pro slony (Údolí slonů), pavilon hrochů, Velemlokárium, Rezervace Bororo, Rákosův pavilon pro exotické ptáky, expoziční celek Darwinův kráter, nový pavilon goril Rezervace Dja, expozice Gobi či expozice Ballova pyramida s chovem kriticky ohrožených strašilek humřích. V Zoo Praha vznikly na míru nové expozice také pro chovatelsky náročné luskouny krátkoocasé nebo morčáky paranské. V procesu budování je také nový domov pro lední medvědy - expozice Arktida. Zrekonstruován byl Pavilon šelem a plazů, obnoveny Gočárovy domy a po desetiletích znovu zpřístupněna stezka Zakázanka. Za velký úspěch považuje získání slonů ze Srí Lanky.

### Člen Rady Českého rozhlasu
V březnu 2024 byl Poslaneckou sněmovnou zvolen členem Rady Českého rozhlasu, když v tajné volbě obdržel 137 hlasů. Jeho protikandidát Jakub Šíla obdržel pouhé 2 hlasy, právník Jakub Chytil pak ve volbě neobdržel žádný hlas.

## Dílo
Miroslav Bobek každý týden z pozice ředitele Zoo Praha pravidelně publikuje v předních významných médiích. V roce 2012 vydal první výbor těchto sloupků a poznámek, popularizujících témata spjatá se Zoo Praha, zoologií nebo různými zajímavostmi ze světa přírody. 
Soubory sloupků
- Bobky od Bobka (2012)
- Žirafa na pondělí (2014)[20]
- Trojský lev (2016)
- Zoopisník Miroslava Bobka (květen 2018)[21]
- Supi v hotelu Continental (září 2020, křest v rámci Výroční slavnosti Zoo Praha)[22]; anglicky Vultures in the Continental Hotel (2021)
- Ryšavý knihovník (září 2022 u příležitosti otevření pavilonu goril); anglicky The Red-haired Librarian (2022)
- Snídaně s Její Excelencí (2024); anglicky Breakfast with Her Excellency and Other Notes of a Zoo Director (2025)

Knížky pro děti
- Moja a páv: Gorilí pohádky (s Terezou Šefrnovou; 2006)
- Proč nehladit ježka: Gorilí říkanky (2007)
- Moja, Tatu a tiplíci: Gorilí pohádky (s Terezou Šefrnovou; 2008); reedice: Gorilí pohádky: Moja, Tatu a tiplíci (2022); francouzsky Histoires des gorilles (2008); anglicky Gorilla Stories (2008), Gorilla Fairy Tales (2009); španělsky Estórias de gorilas (2009); dialekt badjoué Mɨtɔ́ɔ́lʉ́ mɨ́ Óntile (2022)

Ostatní publikace
- Odhalení: Trochu jiná reality show (s Martinem Smrčkem; 2007)
- Ztichlá zoo (kolektiv autorů; 2021)

## Ocenění
V roce 2008 obdržel čestnou medaili Vojtěcha Náprstka za popularizaci vědy. Udělila mu ji Akademie věd ČR především za projekty Odhalení a Africká odysea. Od roku 2014 je nositelem Medaile přátelství, kterou mu udělil mongolský prezident. Roku 2022 obdržel od mongolského prezidenta Řád polární hvězdy, nejvyšší státní vyznamenání, které může obdržet cizí státní příslušník, jako poděkování za mimořádný přínos pro ochranu mongolské přírody a rozvoj česko-mongolských vztahů. V dubnu 2025 získal od dlouholetého ředitele Zoo Mykolajiv Řád Mykoly Leontovyče, který tato ukrajinská zoologická zahrada na počest svého zakladatele uděluje lidem se zásluhami o rozvoj zoologických zahrad.